# Tatsuya Suzuki (1993-)
Tatsuya Suzuki (鈴木 達也 Suzuki Tatsuya?, nacido el 8 de julio de 1993 en Saitama) es un futbolista japonés que se desempeña como defensa.

## Trayectoria

### Clubes
| Club           | País  | Año    |
| -------------- | ----- | ------ |
| Grulla Morioka | Japón | 2016 - |

## Estadística de carrera

### J. League
| Club           | Año   | J. League | J. League | Copa J. League | Copa J. League | Total | Total |
| Club           | Año   | Part.     | Goles     | Part.          | Goles          | Part. | Goles |
| -------------- | ----- | --------- | --------- | -------------- | -------------- | ----- | ----- |
| Grulla Morioka | 2016  | 28        | 3         | -              | -              | 28    | 3     |
| Grulla Morioka | 2017  | 27        | 1         | -              | -              | 27    | 1     |
| Total          | Total | 55        | 4         | 0              | 0              | 55    | 4     |